# Peter Semek
Peter Semek (* 26. März 1955) ist ein ehemaliger deutscher Fußballspieler. Für die BSG Stahl Riesa spielte er 1979 und 1980 in der DDR-Oberliga, der höchsten Spielklasse im DDR-Fußball.

## Sportliche Laufbahn
Seine ersten Spiele im DDR-weiten Fußballspielbetrieb bestritt Peter Semek in der Saison 1973/74, als er für die 2. Mannschaft der Betriebssportgemeinschaft (BSG) Stahl Riesa elf Spiele in der zweitklassigen DDR-Liga absolvierte. Danach tauchte er erst wieder zur Spielzeit 1977/78 auf. Zu dieser Zeit spielte die 1. Mannschaft von Stahl Riesa, nachdem sie zuvor aus der Oberliga abgestiegen war, ebenfalls in der DDR-Liga. Ihr gelang der sofortige Wiederaufstieg, an dem der 1,82 m große Semek mit zehn Ligaspielen, sieben Toren sowie einem von acht Aufstiegsspielen beteiligt war. Zur Saison 1978/79 wurde er zwar als Mittelfeldspieler für die Oberliga nominiert, kam aber nur bei den letzten beiden Punktspielen als Stürmer zum Einsatz. Auch 1979/80 war er nur Ersatzspieler in der Oberligamannschaft, in der er unregelmäßig in zehn Punktspielen wiederum als Stürmer aufgeboten wurde. Seinen letzten Auftritt in der Oberliga hatte Semek am 6. Spieltag der Saison 1980/81. In der Begegnung 1. FC Magdeburg – Stahl Riesa kam er beim Stand von 5:1 in der 78. Minute aufs Feld. Nach einem einjährigen Zwischenspiel bei der TSG Elsterwerda in der drittklassigen Bezirksliga Cottbus verhalf Semek Stahl Riesa zum zweiten Mal zum Wiederaufstieg in die Oberliga, woran er mit 17 von 22 Ligaspielen und einem Tor beteiligt war. Anschließend kehrte er zur TSG Elsterwerda zurück, mit der er 1984 Bezirksmeister wurde, in der Aufstiegsrunde zur DDR-Liga aber scheiterte. Nach einer weiteren Saison in Elsterwerda schloss sich Semek zur Spielzeit 1985/86 der BSG Chemie Guben an, die ebenfalls in der Bezirksliga Cottbus vertreten war. Mit ihr schaffte er am Saisonende den Aufstieg in die DDR-Liga. Dort bestritt Semek 1986/87 29 der 34 Ligaspiele, die Gubener konnten sich aber nicht in der DDR-Liga behaupten und stiegen wieder in die Bezirksliga ab. Für den 32-jährigen Peter Semek bedeutete es das Ende seiner Laufbahn im höherklassigen Fußball, in dem er 13-mal in der DDR-Oberliga und 67-mal in der DDR-Liga (dort mit 10 Toren) gespielt hatte.